# ФК Партизан
Фудбалски клуб Партизан је српски фудбалски клуб из Београда и део ЈСД Партизан. Освојио је укупно 45 трофеја, укључујући: 27 националних првенства, 16 националних купова, 1 национални суперкуп и 1 Митропа куп. На табели југословенске лиге свих времена завршио је на другом месту.
Своје утакмице од 1949. године играју на стадиону Партизана капацитета 29.775 места. Партизан је са Спортингом играо први меч икада у Купу европских шампиона 1955. године, а био је и први балкански и источноевропски клуб који је играо финале Купа европских шампиона у сезони 1965/66. Партизан је први српски клуб који се пласирао у групну фазу Лиге шампиона.
Клуб има дугогодишње ривалство са Црвеном звездом. Утакмице између ова два клуба су позната као вечити дерби. Надимак „Парни ваљак“ добио је 1953. године након рекордне победе над Црвеном звездом од 7:1 у 13. вечитом дербију. У септембру 2009. британски лист Дејли мејл прогласио је дерби Партизан—Црвена звезда као четврто ривалство свих времена. Поред Србије, клуб је такође веома популаран у Црној Гори и Босни и Херцеговини, посебно у Републици Српској. Партизан има много присталица у свим осталим бившим југословенским републикама, као и у српској дијаспори. Навијачи Партизана се називају Гробари.

## Историја

### Оснивање
Партизан је основан у Београду 4. октобра 1945, као део Југословенског спортског друштва Партизан, које данас броји 27 клубова у различитим спортовима, али је потпуно независан у погледу организације, управе, финансија, материјалних средстава и објеката. Клуб је име добио у част југословенских партизана, војне формације која се борила током Другог светског рата. Клубом је у почетку управљала група високих официра Југословенске народне армије (ЈНА), а посебно Светозар Вукмановић, Пеко Дапчевић, Ратко Вујовић и Коча Поповић.
Два дана након оснивања, Партизан је одиграо прву пријатељску утакмицу против селекције Земуна која се завршила 4:2. Силвестер Шереш је ушао у историју као први стрелац у историји Партизана, док је Фрањо Глазер био први тренер. Само три недеље касније, Партизан је отишао у Чехословачку на прву од многобројних међународних турнеја, где су победили селекцију Словачке војске са 3:1. Пошто је Други светски рат тек био окончан и није било организованог првенства, Партизан је играо само турнире у држави и иностранству. Прву међународну утакмицу против неког клуба је одиграо 6. децембра 1945. против ЦСКА из Москве и изгубио 3:4. Голове за Партизан постигли су: Бобек (25.) и Матекало (42., 89.). Партизан је пролећа 1946. одиграо прве утакмице са: Црвеном звездом, Динамом и Хајдуком. 24. марта Партизан је са Динамом одиграо прву утакмицу у историји ова два клуба. Утакмица је одиграна на стадиону у Крањчевићевој улици у Загребу, а Динамо је победио са 1:0 пред 16.000 гледалаца. Скоро месец дана касније, 21. априла Партизан је победио Црвену звезду са 2:0 (Рупник у 34. и Михајловић у 59.), а 12. маја Партизан је победио Хајдук са 3:1 (Атанацковић у 8. и Рупник у 66. и 70. минуту). Крајем јуна и почетком јула, Партизан је у Пољској одиграо пет утакмица и остварио пет победа уз гол разлику 31:6. У првом мечу у Катовицама пред 20.000 гледалаца декласирана градска репрезентација са 8:0, a затим два пута декласиран тим Краковије (4:3 и 5:1), прво u Кракову пред 30.000 људи, а затим и у Варшави. Два дана касније, Партизан је декласирао и Легију 8:2, а затим и у Лођу је декласирао домаћина 6:0. Крајем јула и почетком августа, Партизан је на турнеји по Совјетском Савезу одиграо четири утакмице и остварио две победе. Прву је одиграо 28. јула против ЦСКА у Москви и изгубио са 1:0, а четири дана касније победио у Лењинграду градску репрезентацију 2:1, Партизан се затим вратио у Москву и изгубио од Динама 4:1. Партизан је задњу утакмицу на овој турнеји одиграо 11. августа против Динама у Тбилисију и победио 2:1.

### Почетне године (1946—1958)
Крајем августа 1946. године почела је друга сезона Првенства Југославије. Партизан је своју прву утакмицу одиграо против Победе из Скопља и победио 1:0 голом Матекала. Клуб је од самог почетка имао највеће амбиције па је привукао неке од најбољих играча, као што су: Стјепан Бобек, Мирослав Брозовић, Златко Чајковски, Кирил Симоновски, Бела Палфи, Фрањо Рупник, Првослав Михајловић, Александар Атанацковић, Миодраг Јовановић, Владимир Фирм, Ратко Чолић и Фрањо Шоштарић. Истакнути фудбалски стручњак — Илеш Шпиц, постао је тренер, и провео наредних 14 година на различитим позицијама у клубу. Његова примена најбољих европских метода обуке и тактика, у комбинацији са технички даровитим фудбалерима, били си битни у освајање првог првенства. Исте године освојен је и куп, чиме је Партизан постао освајач „дупле круне“.
Други пут је постао првак Југославије у сезони 1948/49. Партизан је своје утакмице као домаћин играо на старом стадиону БСК до 1949, када је изграђен Стадион ЈНА (Стадион Југословенске народне армије). Године 1953, постао је независан од војске. Први председник клуба био је Ратко Вујовић. Иако је током педесетих година 20. века Партизан имао јак тим, на челу са репрезентативцима као што су Стјепан Бобек, Златко Чајковски, Милош Милутиновић, Марко Валок, Бруно Белин, Томислав Калоперовић и Бранко Зебец, клуб је имао дугу паузу без титуле у првенству, али је освајао куп у сезонама 1952, 1954 и 1957. године. Године 1953. након рекордне победе над Црвеном звездом од 7:1, клуб је добио надимак „Парни ваљак“. Партизан је са Спортингом играо први меч икада у Купу европских шампиона 1955. године, у Лисабону. Утакмица је завршена резултатом 3:3, док је у реваншу Партизан славио са 5:2 (Милутиновић 4 и 1 Јоцић). У првом мечу четвртфинала, у Мадриду, Партизан је изгубио од Реал Мадрида са 4:0, пред 105.532 гледалаца на стадиону Сантијаго Бернабеу. У реваншу, Партизан је победио са 3:0 по страховитој зими и снегом покривеном терену стадиона Југословенске народне армије, пред 40.000 гледалаца, 29. јануара 1956. године. Голове за Партизан на тој утакмици постигли су Милутиновић (2) и Михајловић.

### „Партизанове бебе”
До средине педесетих година прва генерација фудбалера Партизана била је на заласку. Само две титуле првака Југославије и четири купа у првих 15 година постојања није било довољно за клуб као што је Партизан. Године 1958, Партизан је одлучио да бордо-плаве дресове које је до тада носио замени са црно-белим. Прва утакмица у црно-белим дресовима одиграна је 8. марта 1959. Та промена је праћена и радикалним променама и у екипи. Дотадашњу генерацију, заменила је нова која је дошла из омладинског погона клуба. Она је убрзо постала једна од најбољих генерација у Европи и добила назив „Партизанове бебе“. Успон генерације почела је са Милутином Шошкићем, Фахрудином Јусуфијем, Јованом Миладиновићем, Велибором Васовићем, Миланом Галићем, Илијом Митићем, Звезданом Чебинцем и Владицом Ковачевићем. Врло брзо, њима су се придружили Лазар Радовић, Велимир Сомболац, Љубомир Михајловић, Мустафа Хасанагић, Иван Ћурковић, Јосип Пирмајер, Бранко Рашовић и Радослав Бечејац. Тренер су били Илеш Шпиц, Флоријан Матекало и Стјепан Бобек. Одлука да се ослања углавном на младе талентоване играче убрзо је дала резултате. Партизан је освојио три узастопне титуле првака Југославије: 1960/61, 1961/62 и 1962/63. Тиме су постали први клуб који је три пута за редом освајао првенство. Успешан низ, прекинула је Црвена звезда која је освојила првенство у сезони 1963/64, а већ следеће сезоне Партизан освојио четврту титулу у пет година. Шездесетих година нарочито је постало интензивно ривалство између Партизана и Црвене звезде.
Такмичење у Купу европских шампиона у сезони 1965/66 била је круна каријере ове генерације. После елиминације француског Нанта (2:0, 2:2) и немачког првака Вердер Бремена (3:0, 0:1) у прва два кола, Партизан је у четвртфиналу играо против Спарте Праг. У првој утакмици, која је одиграна у Прагу, Партизан је претрпео тежак пораз 4:1. Иако су имали мале шансе у реваншу у Београду, Партизан пред 50.000 гледалаца остварио убедљиву победу 5:0, и са укупним резултатом 6:4 квалификовао се у полуфинале. У полуфиналу Партизан се састао са Манчестер јунајтедом, коме је ово била прва сезона у Европи након Минхенске трагедије у којој су 1958. године погинула 23 фудбалера након повратка са утакмице против Црвене звезде. Партизан је у првој утакмици у Београду победио са 2:0, док су у реваншу поражени само са 1:0 и укупним резултатом 2:1 прошли у финале. Тренера Абдулаха Гегића и екипу у финалу је чекао у Реал Мадрид. Утакмица је одиграна на Стадиону Хејсел у Бриселу. До 70. минута Партизан је водио са 1:0 голом Велибора Васовића и био близу освајања Купа шампиона, али је ипак поклекао у финишу и на крају изгубио са 2:1. Ипак, Партизан је постао први клуб са Балкана и источне Европе који је играо у финалу Европског купа.

### Криза (1966—1976)
Након пораза у финалу, Партизан је ушао у дугу организациону кризу. Сви главни играчи потписали су уговоре са највећим западним клубовима, и обећавајућа генерација је била распродата. Милутин Шошкић је отишао у Келн, Милан Галић у Стандард Лијеж, Владица Ковачевић у Нант, Фахрудин Јусуфи у Ајнтрахт Франкфурт, Велибор Васовић у Ајакс. То је био период осредњих резултата, а за десет година није освојен ниједан трофеј. Неколико играча је остало од претходне генерације: Милан Дамјановић, Благоје Пауновић и Боривоје Ђорђевић. Долазак талентованих младих играча Момчила Вукотића, који је дошао из омладинског погона и Ненада Бјековића из Пролетер из Зрењанина најавио је боље дане за Партизан.
У том периоду (1966—1976), Партизан је играо три пута у Купу сајамских градова и једном у Купу УЕФА. У сезони 1967/68. Партизан је први пут играо у Купу сајамских градова. Црно-бели су у првом учешћу у овом такмичењу стигли до другог кола, где су елиминисани од Лидс јунајтеда укупним резултатом 2:3 (1:2 у Београду, 1:1 у Лидсу). У првом су елиминисали Локомотиву из Пловдива укупним резултатом 6:2 (5:1 у Београду, 1:1 у Пловдиву). У сезони 1969/70. и 1970/71. Партизан је елиминисан у првом колу овог такмичења од Ујпешта и Динамо Дрездена. Иако је у сезони 1974/75. Партизан завршио на 6. месту у првенству Југославије, црно-бели су остварили највећи успех у другом по значају УЕФА клупском такмичењу у својој историји. Партизан је стигао до трећег кола/осмине финала. У првом и другом колу, Партизан је елиминисао Горњик Забже и Портдаун, укупним резултатом 5:2 и 6:1. У трећем колу, Партизан је елиминисан од Келна. У првом колу, пред око 20 хиљада гледалаца на стадиону ЈНА, Партизан је савладао Немце са 1:0 голом Вукотића, али је у Немачкој две недеље касније изгубио са 1:5 и доживео један од најтежих пораза у европским такмичењима.

### Повратак и први европски трофеј (1976—1982)
Дана 11. јула 1976. у Љубљани, Партизан је играо последњу утакмицу у сезони против Олимпије и била им је потребна победа како би завршили на првом месту испред Хајдука из Сплита. У последњој секунди Бјековић је постигао победоносни гол и Партизан је победио 0:1. Тако је коначно по седми пут постао првак Југославије у сезони 1975/76. Најзаслужније за освајање првог трофеја након више од деценије чекања били су:Момчило Вукотић, Ненад Бјековић, Решад Куновац, Илија Завишић, Рефик Козић, Иван Голац, Радмило Иванчевић, Бошко Ђорђевић и Ненад Стојковић. Осма титула је освојена у сезони 1977/78, а за Партизан су тада играли: Никица Клинчарски, Петар Борота, Слободан Сантрач, Александар Трифуновић, Џевад Прекази, Павле Грубјешић... Исте године Партизан је освојио свој први европски трофеј, Митропа куп. Црно-бели су завршили први у групи А, испред екипа ФК Перуђе и Збројовка Брно. У финалу је екипа Партизана коју је предводио Анте Младинић победила Хонвед са 1:0. Неочекивано, следећа сезона 1978/79 испоставило се да је била најгора у историји Партизана. Клуб је завршио на 15. месту у првенству, и једва избегао испадање победом у последњем колу са 4:2 против Будућности. Нова криза је била озбиљна, јер се наставила и следеће сезоне, када је Партизан завршио на 13. месту. У наредне две сезоне, Партизан је завршавао на 8. и 6. месту.

### 1982—1991.
Када су се Момчилу Вукотићу, Ненаду Стојковићу, Никици Клинчарском придружили Љубомир Радановић, Звонко Живковић, Чава Димитријевић и Драган Манце, још једна велика генерација је била формирана. Партизан је постао првак у сезони 1982/83, у великој мери захваљујући сјајним наступима младог Драгана Манцеа, који је постигао 15 голова у сезони и одмах је постао омиљени играч навијача Партизана. Један од најважнијих мечева те сезоне био је против актуелног шампиона Југославије, Динама из Загреба. Партизан је дочекао Динамо на стадиону Црвене звезде (због Дана младости) 21. маја 1983. Иако је званично продато 75.792 улазница, процењује да је на стадиону било око 100.000 гледалаца. Динамо је водио 2:0 на полувремену, али је Партизан у другом головима Трифуновића и Манцеа избегао пораз (2:2). Манце је такође предводио клуб у УЕФА купу у сезони 1984/85. Утакмица против Квинс парк ренџерса у другом колу је један од најупечатљивијих мечева у историји клуба. Квинс парк је победио у првом мечу са 6:2, али је Партизан успео да у Београду савлада екипу из Лондона са 4:0 и прође у наредни круг. Гол који је Манце постигао против енглеског клуба се сматра једним од најзначајнијих голова у историји Партизана. Та утакмица је проглашена за 70. највећу утакмицу у историји фудбала, у анкети коју је организовао Еуроспорт у септембру 2009. године. У трећем колу, Видеотон је елиминисао Партизан укупним резултатом 2:5 (0:5, 2:0). Дана 3. септембра 1985, трагично је настрадао Драган Манце у саобраћајној несрећи на ауто-путу Нови Сад–Београд. Он је тада имао само 22 године и био на врхунцу популарности. Чак и данас, Драган Манце се сматра највећом легендом клуба од стране навијача Партизана. У његову част, од 2011. године улица поред стадиона у Београду носи његово име.
У сезони 1985/86, Партизан је освојио титулу победом над Жељезничаром од 4:0, због боље гол разлике у односу на другопласирану Црвену звезду. Међутим, председник фудбалског савеза Југославије Славко Шајбер је одлучио да се последње коло поново одигра, после оптужби да су одређени резултати намештени. Партизан је одбио да поново одигра свој меч, након чега је утакмица регистрована са 3:0 у корист Жељезничара, а за првака је проглашена Црвена звезда, која је добила право да игра у Купу шампиона у сезони 1986/87. Због ових догађаја, дванаест клубова је почело следећу сезону са -6 бодова, а међу њима је био и Партизан. Вардар којем нису била одузета 6 поена, освојио је титулу, и учествовао у Купу шампиона у сезони 1987/88. Међутим, након низа жалби и тужби које је на крају довело до Уставног суда Југославије, Партизан је проглашен за првака средином 1987. године. Такође, негативни поени из сезоне 1986/87 су поништени, првак је поново постао Партизан. Ови контроверзни догађаји су спречили генерацију: Милко Ђуровски, Фахрудин Омеровић, Звонко Варга, Владимир Вермезовић, Адмир Смајић, Горан Стевановић, Небојша Вучићевић, Милош Ђелмаш, Срећко Катанец, Фадиљ Вокри и Бајро Жупић да покаже свој пуни потенцијал у Европи.
Крајем осамдесетих Партизан је извршио значајне организационе промене. Године 1989, бивши голман Иван Ћурковић постао је председник клуба док је Мирко Марјановић постао председник извршног одбора Партизана. Најважнији играчи Партизана у овом периоду били су Предраг Мијатовић, Славиша Јокановић, Предраг Спасић, Драгољуб и Бранко Брновић, Будимир Вујачић, Вујадин Станојковић, Дарко Миланич и Џони Новак. Међутим, ова генерација је остала у сенци њиховог највећег ривала Црвене звезде и њеног убедљивог наступа домаћем првенству, Европи и Свету. Партизан је освојио само национални куп 1989, 32 године након последње победе у том такмичењу. Последњи трофеј пре распада Југославије био је Супер куп Југославије 1989, први и једини организован. Године 1987, Партизан је довео кинеске репрезентативце Ђа Сјућуен и Љу Хајгуанг, прве стране играче у југословенском фудбалу. Иако нису постали стартери, они су били веома популарни међу навијачима Партизана.
Најузбудљивији меч Партизана је био против Селтика 1989. Прва утакмица је одиграна у Мостару, коју је Партизан добио са 2:1. Реванш је игран у Шкотској, а Селтик је победио 5:4. Партизан је постигао гол у последњим минутима утакмице и квалификовао се даље. У другом колу, Партизан је елиминисао Гронинген 6:5 (3:4, 3:1), а у четвртфиналу је испао од Динамо Букурешта. Те сезоне, црно-бели су завршили на 4. месту у првенству Југославије и обезбедили учешће у Купу УЕФА наредне сезоне у којој су поновили успех из сезоне 1974/75. и 1984/85. Црно-бели су елиминисали Хибернијанс (3:0, 2:0) и Реал Сосиједад (0:1, 1:0 (4:3 бољим извођењем једанаестераца)), а у трећем колу испали од Интера (0:3, 1:1).

### Домаћи успеси деведесетих година
Распад Југославије који је довео до грађанског рата од 1991. до 1995. године, као и санкције погодиле су све југословенске клубове. Након распада СФР Југославије формирана је Савезна Република Југославија, коју су сачињавали Србија и Црна Гора. Партизан је у ратним годинама освојио две титуле за редом, у сезонама 1992/93 и 1993/94. Тај успех Партизан је поновио и у сезонама 1995/96 и 1996/97. Између 1998. и 1999. године дошло је до сукоба у аутономној покрајини Косову и Метохији између албанских терориста из редова Ослободилачке војске Косова са једне стране и југословенских снага безбедности са друге. Рат на Косову и Метохији довео је до мешања НАТО-а и бомбардовања СР Југославије без дозволе Уједињених нација, 24. марта, само четири дана након 112. вечитог дербија између Црвене звезде и Партизана. Првенство је било званично прекинуто 14. маја 1999. због НАТО бомбардовања СР Југославије, након 24 одиграна кола. 12. јуна 1999. Партизан је проглашен шампионом.
Током бурних деведесетих година, клуб је освојио неколико националних купова, 1992, 1994. и 1998. године. Кључни човек за ове трофеје био је Љубиша Тумбаковић, најтрофејнији тренер у историји Партизана. Године 1996, Партизану је поново дозвољено да наступа у европским такмичењима, али док је репрезентација наставила тамо где је стала у пролеће 1992. године, клубовима су избрисани сви њихови резултати и третирани су као почетници у европским такмичењима. Та одлука ће имати дугорочне последице за клуб, јер ће такмичење почињати већ у јулу и на почетку ће одмах играти са тежим противницима. Многи играчи су заслужни за успехе деведесетих, као што су Предраг Мијатовић, Славиша Јокановић, Саво Милошевић, Алберт Нађ, Драган Ћирић, Зоран Мирковић, Саша Ћурчић, Бранко Брновић, Горан Пандуровић, Ниша Савељић, Ђорђе Светличић, Дамир Чакар, Будимир Вујачић, Иван Томић, Ђорђи Христов, Ђорђе Томић, Ивица Краљ, Матеја Кежман и многи други.

### Успеси у домаћем првенству и Европи у првој деценији 21. века
Током новог миленијума Партизан је освојио 8 националних првенстава, 4 купа и успео је да се пласира два пута у УЕФА Лигу шампиона и пет пута у УЕФА Лигу Европе. Предвођен Љубишом Тумбаковићем, клуб је постао првак државе, у сезони 2001/02, а био је заслужан и за освајање титуле у сезони 2002/03, јер је предводио Партизан у полусезони и стекао 9 бодова предности у односу на Црвену звезду, пре него што је напустио клуб. У Европи, Партизан није имао превише успеха у тим сезонама. Међутим следећа ће постати најбоља сезона у најјачем европском такмичењу још од финала Европског купа 1966. године.
Уместо Тумбаковића на полусезони је доведен Немац Лотар Матеус који је освојио прво место у сезони 2002/03. Руководство Партизана је озбиљно схватило нову сезону и довело искусне играче Љубинка Друловића из Бенфике, Тарибо Веста из Кајзерслаутерна и Томаша Жонсу из Фајенорда. По први пут у својој историји, клуб је играо у Лиги шампиона након што је елиминисао у последњој рунди квалификација енглески Њукасл јунајтед који је на терену предводио Алан Ширер, а са клупе тренер Боби Робсон. У Београду, Партизан је изгубио са 0:1, али у реваншу на Сент Џејмс парку победио идентичним резултатом голом Ивице Илиева и након пенала се пласирао у групну фазу Лиге шампиона. Партизан је у групи био у веома тешкој групи са:Реал Мадридом, Портом (те године освајачем Лиге шампиона) и Олимпиком из Марсеља (финалистом Купа УЕФА). Партизан није изгубио код куће, и играо је 0:0 са Реал Мадридом за који су играли Зинедин Зидан, Роналдо, Луис Фиго, Роберто Карлос, Раул Гонзалез и Дејвид Бекам, 1:1 са Портом који је водио као тренер Жозе Мурињо и Олимпиком којег су предводили Дидије Дрогба и Фабијен Бартез. У гостима су три пута поражени: у Мадриду 0:1, Марсеју 0:3 и Порту 1:2. Он је први тим из Србије који се квалификовао у главни жреб елитног европског такмичења након што је клубовима из СР Југославије дозвољено да учествују у европским такмичењима.
Играње у Европи оставило је трага у првенству и Партизан је изгубило титулу. Нови тренер Владимир Вермезовић је преузео тим и убедљиво освојио титулу 2005. године. Такође, он је постао једини тренер који је успео да доведе екипу у елиминациону фазу неког Европског такмичења у новом формату. То се десило у Купу УЕФА у сезони 2004/05., где је Партизан стигао до осмине финала. Елиминисан је од ЦСКА из Москве. У сезони 2005/06. у трећем колу квалификација за Лигу шампиона Партизан је избечен од стране словачке Артмедије након извођења једанаестераца, а у Купу УЕФА га је избацио израелски Макаби Петах Тиква, након победе Партизана у гостима од 2:0 и шокантног пораза на свом стадиону 2:5. Лоши резултати у домаћим и међународним такмичењима, навели су званичнике клуба да потраже новог тренера. Прво је доведен Јирген Ребер, а касније Миодраг Јешић, али они нису успели да врате домаћу титулу. Иако се Партизан квалификовао у групну фазу Купа Уефа у сезони 2006/07, сезона је била неуспешна, јер је Партизан завршио на другом месту.
У јануару 2008, бивши играч Партизана Славиша Јокановић је именован за новог тренера клуба. У сезони 2007/08., Јокановић је освојио првенство и куп. Следеће године, Партизан је по први пут у својој историји одбранио дуплу круну. У Европи, Партизан је 2007. избачен из Купа УЕФА, због нереда у првом мечу претквалификација против Зрињског у Мостару у којима су учествовали навијачи Партизана. Партизан је у тој утакмици победио 6:1, а у реваншу је славио 5:0. У наредне две сезоне, после избацивања из Лиге шампиона, Партизан се два пута узастопно квалификовао за друго најпрестижније европско фудбалско такмичење. Клуб је играо у Купу УЕФА у сезони 2008/09 и Лиги Европе у сезони 2009/10.

### Пласман у Лигу шампиона и Лигу Европе и домаћи трофеји (2010—2017)
Под новим тренером Александром Станојевићем, Партизан осваја титулу 2010. и дуплу круну 2011. године Августа 2010. године Партизан по други пут улази у Лигу шампиона бољим извођењем једанаестераца савладавши белгијског шампиона Андерлехта из Брисела. Жребом је стављен у групу Х заједно са Арсеналом, Шахтјором и Брагом. У наредној сезони, Партизан није успео да се квалификује ни за Лигу шампиона, нити Лигу Европе и након пола сезоне, Станојевић је отпуштен. Партизан је за тренера довео бившег тренера Челсија Аврама Гранта, који је освојио пету узастопну титулу. Грант је поднео оставку после пет месеци, а на његово место доведен је Владимир Вермезовић који је дошао у мају 2012. године. Под његовим вођством, Партизан се квалификовао у групну фазу Лиге Европе у сезони 2012/13. Због лоших резултата у другом делу националног шампионата, Вермезовић је смењен, а заменио га је Вук Рашовић. После победе у вечитом дербију, два кола пред крај Рашовић је обезбедио Партизану шесту узастопну титулу, укупно 25. у историји клуба. Овом титулом првака државе Партизан је успео да се изједначи са Звездом. Сезона 2013/14. је била једна од најгорих у последњих 10 година. Током летњег прелазног рока клуб су напустили скоро сви носиоци игре из претходне сезоне. Партизан је у доигравању елиминисан неочекивано од Туна и није успео да се квалификује у Лигу Европе. Партизан није освојио нити један трофеј у сезони 2013/14.
Партизан се након годину дана паузе пласирао у групну фазу Лиге Европе победивши Нефчи укупним резултатом 5:3 (3:2 победа у Београду, 2:1 победа у Бакуу). Партизан је после жреба сврстан у групу Ц са Тотенхемом, Бешикташем и Астерас Триполисом. Црно-бели су почели групну фазу нерешеним резултатом против Тотенхема, али су у наредне четири утакмице поражени. Такмичење су завршили још једним нерешеним резултатом против Астерас Триполиса. Сезона 2014/15 је завршена успешно за Партизан освајањем Првенства Србије. Партизан је у сезони 2015/16 стигао до доигравања Лиге шампиона, први пут после пет година. На путу до доигравања, црно-бели су елиминисли Дилу Гори (укупним резултатом 3:0) и Стеауу. Реванш утакмица са Стеауом је била једна од најбољих у новијој историји Партизана. Црно-бели су губили на полувремену 2:1, али су у другом полувремену са играчем више преокренули на 4:2. Партизан се укупним резултатом 5:3 пласирао у доигравање Лиге шампиона. У доигравању их је чекао белоруски Бате Борисов. У првој утакмици Партизан је изгубио 1:0, а у Београду је победио са 2:1, али се БАТЕ квалификовао у Лигу шампиона због гола у гостима. Након испадања, Партизан је наставио такмичење у групној фази Лиге Европе у групи Л са екипама Атлетик Билбао, АЗ Алкмар и Аугзбург. Партизан је у групној фази победио три пута и исто толико пута изгубио. Црно-бели су два пута савладали АЗ (3:2 у Београду, 2:1 у Алкмару) и Аугзбург (3:1 у Немачкој). Црно-белима је после победе у 5. колу Лиге Европе над АЗ Алкмаром био довољан минималан пораз у последњем колу против Аугзбурга у Београду. Ипак, црно-бели су поражени са 1:3 и заузели су треће место у групи са исто бода као и Немци, али са лошијом гол-разликом. Црно-бели су у сезони 2015/16. на евро–сцени забележили 7 победа, 1 реми и 4 пораза и зато је ова сезона једна од најбољих на евро–сцени у последњој деценији. Најзаслужнији за успехе били су Абубакар Умару и Андрија Живковић, који су блистали на европској сцени. Они су постигли 9 од 10 голова Партизана у групној фази Лиге Европе. У Првенству Србије црно-бели су заузели друго место. Сезона је завршена освајањем Купа Србије. Партизан је освојио Куп без примљеног гола и постао прва екипа која је то урадила у историји Купа Србије.
Партизан је почео сезону у 2. колу квалификација за Лигу Европе против пољског Заглебја. Црно-бели су одиграли без голова у Београду. У реваншу, Пољаци су елиминисали Партизан након бољег извођења једанаестераца. Након лоших резултата у Првенству Србије, смењен је Иван Томић, а у Партизан се вратио Марко Николић. Партизан је почео да бележи добре резултате у Суперлиги и Нову годину је дочекао на 2. месту. У пролећном делу Првенства, Партизан је наставио да бележи добре резултате. Почетком маја, Партизан је избио на 1. место на табели, први пут после 637 дана. Партизан је добио преостале 3 утакмице до краја и освојио 27. титулу. 27. маја Партизан је голом деветнаестогодишњег Николе Миленковића савладао Црвену звезду резултатом 1:0 и одбранио Куп Србије. Партизан је освојио „дуплу круну“ први пут после 6 година, уједно и 6. у историји клуба. Сезону су обележили сјајни Бразилац Леонардо и Урош Ђурђевић. Они су постигли укупно 54 голова (Ђурђевић 28, Леонардо 26) у свим такмичењима. Током сезоне истакли су се и штопери Никола Миленковић и Бојан Остојић, феноменални Бразилац Евертон, као и заменик капитена Мирослав Вулићевић.

### Неуспеси у првенству, трофеји у купу и пролеће у Европи (2017—данас)
Пар дана након победе у финалу купа и великог славља, уследио је шок. Тренер Марко Николић напустио је Партизан и преузео Видеотон. У клуб се после десет године вратио Мирослав Ђукић. У другом колу квалификација за Лигу шампиона Партизан је савладао подгоричку Будућност укупним резултатом 2:0. У трећем колу, црно-бели су извукли Олимпијакос. У првој утамкици, у Београду, црно-бели су изгубили услед добре игре са 1:3, а у Пиреју такође били бољи од противника, али на крају је шампион Грчке ипак освојио бод против шампиона Србије (2:2). У доигравању за Лигу Европе, Партизан је извукао мађарски Видеотон. У првој утакмици пред празним трибинама стадиона Партизана није било голова, а недељу дана касније, Партизан је разбио Видеотон са 4:0 и квалификовао се у групну фазу Лиге Европе. Партизан је после жреба сврстан у групу Б са Динамо Кијевом, Јанг Бојсом и Скендербегом. У првој утакмици, Партизан је играо против Јанг бојса у Берну и остао непоражен, 1:1, али је у другој утакмици изгубио од кијевског Динама 2:3 у Београду. Наредне две утакмице, Партизан је играо против албанског шампиона - Скендербега. У првом сусрету, у Елбасану, Партизан и Скендербег одиграли су меч без голова. Партизан је играо две утакмице у Београду које је морао добити да би играо у следећој рунди. У првој, Партизан је савладао Скендербег 2:0, а у другој Јанг бојс 2:1 који је те сезоне био убедљиво најбољи швајцарски тим. Победом над Јанг бојсом, Партизан је после 13 година обезбедио учешће у шеснаестина финала и „пролеће у Европи”. У шеснаестини финала, Викторија Плзењ елиминисала је Партизан. У домаћим оквирима, Партизан је завршио на 2. месту у Првенству и освојио трећи узастопни Куп.
Сезона 2018/19. је била једна од најгорих у историји клуба, у периоду након распада СФРЈ. Партизан је завршио сезону на међународној сцени већ крајем августа, у плеј-офу за лигу Европе. Елиминисан је од Бешикташа. До плеј-офа елиминисао је Рудар Пљеваља, литвански Тракај и дански Нордсјиланд. Након ремија у Виљнусу, Партизан је сменио Ђукића, а дошао је Зоран Мирковић, који је остао до средине марта. Крајем марта, нови тренер Партизана постао је бивши нападач Саво Милошевић, који је успео да клуб извуче из веома тешке ситуације и заврши на 3. месту и избори учешће у Евро-куповима наредне сезоне. Дана 23. маја, Партизан је победио вечитог ривала Црвену звезду са 1:0 на стадиону Рајко Митић и освојио Куп Србије, 4. заредом. Најбољи стрелац Партизана, био је нападач са Зеленортских Острва Рикардо Гомеш, који је постигао 26 голова у свим такмичењима.
У јулу и августу 2019. године, Партизан је обезбедио своје девето учешће у групној фази УЕФА Лиге Европе. Под вођством Саве Милошевића, Партизан је у квалификацијама био бољи од Конахс Ки номадса из Велса (1:0, 3:0), Јени Малатјаспора из Турске (3:1, 0:1) и Молдеа из Норвешке (2:1, 1:1).  На жребу 30. августа, Партизан је извучен у групи Л Лиге Европе у сезони 2019/20., заједно са Манчестер јунајтедом, Астаном и АЗ Алкмаром. Партизан је 19. септембра отворио групну фазу ремијем 2:2 на домаћем терену против холандског АЗ Алкмара. У другом колу победили су у Казахстану Астану са 2:1, а оба гола постигао је Умар Садик. Уследила су два пораза против Манчестер јунајтеда, 0:1 у Београду и 3:0 у Манчестеру. У утакмици против АЗ Алкмара Партизану је била потребна победа. Црно-бели су повели 2-0 головима Такума Асана у 16. и Сејдуба Суме у 27. минуту. Иако су били бољи противник, АЗ Алкмар је постигао голове у 88. и 92. минуту и прошао у даљи круг такмичења. У последњем колу победили су Астану са 4:1 и такмичење у групи завршила са 8 поена, једним мање од АЗ Алкмара. У првенству Партизан је освојио друго место са 14 поена мање од Црвене звезде. У купу, Партизан је у полуфиналу савладао Црвену звезду голом Бибраса Натха, али није успео да пети пут за редом освоји ово такмичење. У финалу на стадиону Чаир у Нишу састали су се са Војводином. Након регуларног дела било је 2:2, пошто је Партизан изједначио у последњим тренуцима меча. Међутим, Војводина је била боља после једанаестерца са 4:2, па је Партизан након дуго времена сезону завршио без трофеја.
Партизан је дебитовао у групној фази новоформираног такмичења УЕФА Лига конференције у премијерној сезони 2021/22. У квалификацијама су избацили словачку Дунајску Стреду, руски Сочи и португалску Санта Клару и тиме се пласирао у групну фазу. Партизан је смештен у Групу Б заједно са Гентом, Анортозисом и Флором. Српски тим завршио је на другом месту у групи са осам бодова и обезбедио пласман у нокаут фазу. Жреб у Ниону је одредио да ће Партизан у шеснаестини финала играти против Спарте из Прага, што је био први међусобни дуел ова два клуба од 1966. године. У првом мечу, одиграном 17. фебруара 2022. године, Партизан је славио са 1:0 на Стадиону Летна голом Квинсија Менига, након сјајног додавања Саше Здјелара, који га је упослио, а овај мајсторски пребацио Доминика Холца. У реваншу, недељу дана касније, Партизан је победио 2:1 уз два гола Рикарда, чиме је после седамнаест година стигао до осмине финала неког европског такмичења. У осмини финала Партизан је доживео убедљив пораз од Фејенорда, 2:5 у Београду и 1:3 у Ротердаму, а холандски клуб је касније стигао до финала против Роме. У сезони 2021/22 српске Суперлиге, Партизан је завршио на другом месту иза Црвене звезде, иако је већим делом сезоне био лидер. Као резултат тога, Александар Станојевић је поднео оставку након две сезоне без освојене домаће титуле.
И у наредној сезони Партизан је играо у групној фази Лиге конференције. У групи са Ницом, Келном и Словацком, клуб је поново заузео друго место са девет освојених бодова. Овог пута, изгубио је у шеснаестини финала од Шериф Тираспоља. Након победе од 1:0 у првом мечу у Тираспољу, Партизан је у реваншу код куће доживео пораз од 1:3. У Суперлиги, Партизан је завршио на 4. месту, што се први пут догодило од 1990. године. Чак тројица тренера су се смењивала (Илија Столица, Гордан Петрић, Игор Дуљај), али су резултати били све лошији, све док црно-бели нису пали на четврту позицију услед серије очајних резултата, која је започела неочекиваном елиминацијом од Шерифа.
Након најлошије сезоне у 21. веку, Партизан је прошао кроз потпуну реконструкцију тима за сезону 2023/24. Клуб је довео једанаест нових играча, међу којима су Александар Јовановић, Матеус Салдања, Гајас Захид и Ксандер Северина. У квалификацијама за Лигу конференције у трећем колу играо је против азербејџанског тима Сабаха. У првој утакмици Сабах је победио са 2:0, док је у другој утакмици Партизан успео да надокнади заостатак из прве утакмице, постигавши два гола у регуларном делу, а затим је у продужецима обезбедио пласман у наредну рунду. Након овог двомеча, Партизан се пласирао у плеј-оф рунду квалификација, где је играо против данског Нордшеланда. Партизан је елиминисан у плеј-оф рунди од данског Нордшеланда, након пораза у обе утакмице (0:1 код куће и 0:5 у гостима). Сезону је завршио на другом месту у Суперлиги Србије, док је у националном купу, стигао до полуфинала, где су поражени од Црвене звезде.

## Грб кроз историју
|            |            |            |            |            |            |            |          |
| 1945–1947. | 1947–1950. | 1950–1955. | 1955–1958. | 1958–1992. | 1992–2008. | 2008–2022. | од 2022. |

## Навијачи
Гробари, навијачи Партизана, су организовани крајем 1970-их. Надимак су добили од навијача највећег ривала Црвене звезде, који су мислили на углавном црне клупске боје, које су биле сличне званичним униформама гробара. Они углавном подржавају све клубове у ЈСД Партизан. Организовани навијачи који су традиционално заузимали Јужну трибину стадиона су се поделили 1999. на две групе. Новооснована група по имену Јужни Фронт је оптужила неколико највиших чланова Гробара за злоупотребу њихових привилегија, као и сам клуб за фаворизовање тих појединаца. Последњих година навијачи су превазишли своје разлике. Од новембра 2005. све навијачке групе су бојкотовале утакмице ФК Партизан до оставки председника Ивана Ћурковића, спортског директора Ненада Бјековића и генералног секретара Жарка Зечевића. Бојкот је прекинут 2007, после подношења оставки руководилаца и Гробари су се вратили на своју матичну трибину.
Од краја 2011. године поново је дошло до поделе међу навијачима. Фракција навијача који себе називају „Забрањени“ оптужио је клуб да им забрањује улаз на стадион. Од 2012. године утакмице прате са источне трибине.
Гробари одржавају блиске пријатељске односе са организованим присталицама Паока, ЦСКА Софије и ЦСКА Москве.

## Ривалство са Црвеном звездом
Партизанов градски ривал је Црвена звезда и утакмице између ова два ривала се називају „вечити дерби“. Ове утакмице су увек биле жељно ишчекиване и врло спектакуларне, али због слабијег квалитета фудбала у последњим годинама, као и велике количине насиља и хулиганизма, је изазвао пад посећености. Дерби игран 11. маја 2005. у полуфиналу купа Србије и Црне Горе је посетило 8.000 гледалаца, што је најмање у историји. Највећа посећеност је било око 108.000 гледалаца. Иако је први дерби добила Црвена звезда, Партизан још увек држи рекордну победу 7:1.

### Статистика фудбалског дербија
- Од 26. априла 2023.

| Такм.     | ИГP | ЦЗB | Н  | ПАР | ГолЦЗВ | ГолПАР |
| --------- | --- | --- | -- | --- | ------ | ------ |
| Првенство | 170 | 67  | 56 | 47  | 233    | 198    |
| Куп       | 40  | 21  | 5  | 14  | 59     | 50     |
| Остало    | 54  | 25  | 9  | 20  | 103    | 88     |
| Укупно    | 264 | 112 | 70 | 81  | 395    | 336    |

| ИГP: одиграно утакмица                   |
| ЦЗB: победа Црвене звезде                |
| Н: нерешено                              |
| ПАР: победа Партизана                    |
| ГолЦЗB: постигнутих голова Црвене звезде |
| ГолПАР: постигнутих голова Партизана     |

## Стадион
Име стадиона је Стадион Партизана, иако је познат и као „Стадион ЈНА“ (Стадион Југословенске народне армије) како га и данас многи навијачи зову. Партизанове присталице га понекад зову и „Фудбалски храм“.
Стадион Партизана је објекат са најдужом спортском традицијом у Југославији. Налази се на месту где је пре Другог светског рата било игралиште шампиона БСК-а – Београдског спортског клуба. Непосредно по завршетку рата, започета је изградња новог стадиона баш на том месту, а пројектовао га је архитекта Мика Јанковић. На њему је 9. октобра 1949. године одиграна прва утакмица између Југославије и Француске (1:1) у квалификацијама за Светско првенство 1950.
Стадион је од половине педесетих до 1987. коришћен као циљ годишњег фестивала званог „Дан младости“. Сваког 25. маја, „Штафета младости“ је предавана Јосипу Брозу Титу, председнику Југославије.
Стадион Партизана је у првом периоду примао 55.000 гледалаца, али је због пооштрених критеријума међународних фудбалских асоцијација, посебно у домену безбедности и комфора гледалаца, гледалиште реконструисано 1998, уграђена су седишта, проширени пролази за улазак и излазак публике, монтирана савремена опрема, па је тиме гледалиште сведено на 32.710 места.
Поред стадиона Партизан поседује и Спортски центар Партизан-Телеоптик. Комплекс се налази на површини од скоро 100.000 квадратних метара, у западном делу општине Земун. То је тренинг база свих селекција Партизана. Први тим Партизана у њему игра пријатељске утакмице. СЦ Партизан Телеоптик се састоји од централне зграде са укупном површином од 4.000 квадратних метара, седам терена са природном и два са вештачком травом, спортском двораном и паркингом. Унутар зграде постоје објекти који обухватају фитнес центар са теретаном, сауну и теретану са најсавременијом опремом, базен, медија центар. Зграда има 19 станова за играче и техничко особље.

## Бивши играчи
Кроз Партизан је прошло много сјајних играча који су оставили дубок траг у клубу, а и у репрезентацији. За Партизан су играли играчи из Босне и Херцеговине, Црне Горе, Хрватске, Словеније, Македоније, Бугарске, Румуније, Шпаније, Израела, Бразила, Кипра, Украјине, Пољске, Португалије, Норвешке, Сенегала, Камеруна, Нигерије, Уганде, Гвинеје Бисао, Гвинеје, Либије, Туниса, Сијера Леоне, Обале Слоноваче, Гане, Кине, Јапана, Јужне Кореје итд.
Најбољи стрелац у историји клуба је Стјепан Бобек са 425 поготка, на одиграних 478 утакмица. Бобек је такође најбољи стрелац (38) у историји репрезентације. Играч са највише наступа у црно-белом дресу је Саша Илић, преко 800. Неки од највећих југословенских/српских играча који су играли у Партизану су: Стјепан Бобек, Златко Чајковски, Милош Милутиновић, Марко Валок, Бруно Белин, Бранко Зебец, Милутин Шошкић, Фахрудин Јусуфи, Велибор Васовић, Милан Галић, Владица Ковачевић, Љубомир Михајловић, Мустафа Хасанагић, Јосип Пирмајер, Благоје Пауновић, Момчило Вукотић, Ненад Стојковић, Никица Клинчарски, Драган Манце, Милко Ђуровски, Предраг Мијатовић, Саво Милошевић,
Ивица Краљ, Матеја Кежман, Стеван Јоветић, Адем Љајић, Владимир Стојковић, Лазар Марковић, Зоран Тошић, Александар Митровић итд.
Партизан је три пута у својој историји имао кандидата за Златну лопту. Милош Милутиновић је у избору за најбољег играча Европе 1957. године заузео 14. место. Милан Галић је 1962. и 1965. године заузео 8. и 17. место. Галић је 1962. добио златну значку Спорта, награду за најбољег спортисту у Југославији. Ненад Стојковић је 1978. године проглашен за фудбалера године у Југославији. Предраг Мијатовић и Матеја Кежман проглашени су за фудбалера године у СР Југославији/СЦГ 1992. и 2000. године. Фудбалски савез Србије је прогласио Владимира Стојковића најбољим српским фудбалером у 2017. години. Стојковић је први фудбалер који је освојио ову награду док је наступао у Суперлиги Србије.
Први страни играчи у историји Партизана и југословенског фудбала су кинески репрезентативци Ђа Сјућуен и Љу Хајгуанг. Они су стигли у Партизан 1987. године и били су веома популарни међу навијачима Партизана. Деведесетих година, Партизан готово да није имао играче из других земаља. Током двехиљадитих, кроз Партизан је прошло много страних играча који су оставили веома дубок траг и постали љубимци навијача. Неки од највећих страних играча који су играли у Партизану су: Тарибо Вест (2003–04), Ифеани Емегхара (2004–06), Жука (2007–09, први Бразилац у Партизану), Ламин Дијара (2007–12), Алмами Мореира (2007–11), Клео (2009–11, најбољи стрелац Партизана у европским такмичењима), Мохамед Камара (2010–13), Иван Иванов (2011–13), Валери Божинов (2015–17), Абубакар Умару (2015–16), Евертон Луиз (2016–18) Леонардо (2016–17), Леандре Тавамба (2016–18) итд.

## Млађе категорије и ветерани
Партизан је клуб са највише титула првака државе и Купа у млађим категоријама у Србији. Млађе селекције учествују на бројним турнирима широм Европе, а Партизан организује међународни турнир до 17 година уз учешће неких од најбољих европских клубова. Партизан организује фудбалске кампове за децу у Србији, Црној Гори, Босни и Херцеговини, Словенији, Аустралији и Сједињеним Америчким Државама. Најбољи играчи из млађих категорија потписују за Партизан или његову филијалу Телеоптик.
Све Партизанове млађе категорије тренирају у спортском комплексу Партизан-Телеоптик, заједно са Партизановим сениорима и играчима Телеоптика. Партизан је освојио неколико награда за свој рад са младима, укључујући и "Best European Youth Work" 2006. године, а омладинска школа клуба проглашена је за другу најбољу у Европи, после Ајаксове. Партизанова академија је произвела бројне професионалне фудбалере. Значајни играчи из недавне прошлости су: Миралем Сулејмани, Стеван Јоветић, Адем Љајић, Матија Настасић, Лазар Марковић,  Александар Митровић, Милош Јојић, Андрија Живковић, Никола Миленковић, Страхиња Павловић...

## Рекорди
Саша Илић је рекордер Партизана по броју наступа — одиграо је 820 утакмица, а рекордер у броју голова постигнутих за црно-беле је Стјепан Бобек са 425 погодака. За репрезентацију Југославије наступило је преко 150 Партизанових фудбалера, а више од педесет утакмица одиграли су Стјепан Бобек, Бранко Зебец, Златко Чајковски, Фахрудин Јусуфи, Милан Галић, Милутин Шошкић, Славиша Јокановић, Предраг Мијатовић. Бивши играч Партизана Саво Милошевић је одиграо 102 утакмице за репрезентацију, што је рекорд који држи заједно са Дејаном Станковићем. Александар Митровић је рекордер по броју постигнутих голова за  репрезентацију Србије са 59 погодака, Стјепан Бобек постигао 38 погодака, Саво Милошевић и Милан Галић деле трећу позицију са 37 погодака.
Клуб је у досадашњим националним лигашким такмичењима постигао шест победа са десет и више датих голова, у два првенства је постигао по више од стотину голова и држи рекорд југословенске прве лиге са 107 погодака у једном првенству и једини је непоражен првак икада (у сезони 2004/05 и 2009/10). Такође су први клуб који је три пута за редом освајао првенство (1961, 1962, 1963). Од распада СФРЈ у националним првенствима Партизан је освојио највише титула, поставши шампион 14 од 21 пута. Они су једини српски клуб икада који да освојио шест узастопних националних првенстава почевши од сезоне 2007/08 до сезоне 2012/13.
Партизан је са Спортингом играо први меч икада у Купу европских шампиона 1955. године, а био је и први балкански и источноевропски клуб који је играо финале Купа европских шампиона у сезони 1965/66. Први је српски клуб који је играо групну фазу Лиге шампиона у сезони 2003/04. Највећа победа у европским такмичењима је 8:0 остварена против велшког првака Рила у квалификацијама за Лигу шампиона у сезони 2009/10.

## Успеси
| Такмичење                              | Такмичење                 | Број                      | Година                                                                                             |                           |                           |
| Национална такмичења — 44              | Национална такмичења — 44 | Национална такмичења — 44 | Национална такмичења — 44                                                                          | Национална такмичења — 44 | Национална такмичења — 44 |
| Национално првенство — 27              | Национално првенство — 27 | Национално првенство — 27 | Национално првенство — 27                                                                          | Национално првенство — 27 | Национално првенство — 27 |
| -------------------------------------- | ------------------------- | ------------------------- | -------------------------------------------------------------------------------------------------- | ------------------------- | ------------------------- |
| Првенство СФР Југославије              | Првак                     | 11                        | 1946/47, 1948/49, 1960/61, 1961/62, 1962/63, 1964/65, 1975/76, 1977/78, 1982/83, 1985/86, 1986/87. |                           |                           |
| Првенство СФР Југославије              | Други                     | 9                         | 1953/54, 1955/56, 1957/58, 1958/59, 1967/68, 1969/70, 1983/84, 1987/88, 1991/92.                   |                           |                           |
| Првенство СФР Југославије              | Трећи                     | 8                         | 1947/48, 1950, 1952/53, 1959/60, 1966/67, 1968/69, 1984/85, 1990/91.                               |                           |                           |
| Првенство СР Југославије               | Првак                     | 7                         | 1992/93, 1993/94, 1995/96, 1996/97, 1998/99, 2001/02, 2002/03.                                     |                           |                           |
| Првенство СР Југославије               | Други                     | 3                         | 1994/95, 1999/00, 2000/01.                                                                         |                           |                           |
| Првенство СР Југославије               | Трећи                     | 1                         | 1997/98.                                                                                           |                           |                           |
| Првенство Србије и Црне Горе           | Првак                     | 1                         | 2004/05.                                                                                           |                           |                           |
| Првенство Србије и Црне Горе           | Други                     | 2                         | 2003/04, 2005/06.                                                                                  |                           |                           |
| Првенство Србије и Црне Горе           | Трећи                     | 0                         | /                                                                                                  |                           |                           |
| Првенство Србије                       | Првак                     | 8                         | 2007/08, 2008/09, 2009/10, 2010/11, 2011/12, 2012/13, 2014/15, 2016/17.                            |                           |                           |
| Првенство Србије                       | Други                     | 8                         | 2006/07, 2013/14, 2015/16, 2017/18, 2019/20, 2020/21, 2021/22, 2023/24.                            |                           |                           |
| Првенство Србије                       | Трећи                     | 1                         | 2018/19.                                                                                           |                           |                           |
| Национални куп — 16                    |                           |                           | |                           |                           |
| Куп СФР Југославије                    | Победник                  | 6                         | 1947, 1952, 1954, 1956/57, 1988/89, 1991/92.                                                       |                           |                           |
| Куп СФР Југославије                    | Финалиста                 | 4                         | 1948, 1958/59, 1959/60, 1978/79.                                                                   |                           |                           |
| Куп СР Југославије                     | Победник                  | 3                         | 1993/94, 1997/98, 2000/01.                                                                         |                           |                           |
| Куп СР Југославије                     | Финалиста                 | 3                         | 1992/93, 1995/96, 1998/99.                                                                         |                           |                           |
| Куп Србије                             | Победник                  | 7                         | 2007/08, 2008/09, 2010/11, 2015/16, 2016/17, 2017/18, 2018/19.                                     |                           |                           |
| Куп Србије                             | Финалиста                 | 4                         | 2014/15, 2019/20, 2020/21, 2021/22.                                                                |                           |                           |
| Национални суперкуп — 1                |                           |                           | |                           |                           |
| Суперкуп СФР Југославије               | Победник                  | 1                         | 1989.                                                                                              |                           |                           |
| Суперкуп СФР Југославије               | Финалиста                 | 0                         | /                                                                                                  |                           |                           |
| Континентална такмичења — 1            |                           |                           | |                           |                           |
| Лига шампиона (Куп европских шампиона) | Победник                  | 0                         | /                                                                                                  |                           |                           |
| Лига шампиона (Куп европских шампиона) | Финалиста                 | 1                         | 1965/66.                                                                                           |                           |                           |
| Лига шампиона (Куп европских шампиона) | Полуфинале                | 0                         | /                                                                                                  |                           |                           |
| Лига шампиона (Куп европских шампиона) | Четвртфинале              | 2                         | 1955/56, 1963/64.                                                                                  |                           |                           |
| Митропа куп                            | Победник                  | 1                         | 1978.                                                                                              |                           |                           |
| Митропа куп                            | Финалиста                 | 0                         | /                                                                                                  |                           |                           |
| Митропа куп                            | Полуфинале                | 2                         | 1956, 1959.                                                                                        |                           |                           |

| Међународни турнири | Међународни турнири | Међународни турнири | Међународни турнири | Међународни турнири | Међународни турнири | Међународни турнири | Међународни турнири | Међународни турнири | Међународни турнири | Међународни турнири | Међународни турнири | Међународни турнири | Међународни турнири | Међународни турнири | Међународни турнири | Међународни турнири | Међународни турнири | Међународни турнири | Међународни турнири | Међународни турнири | Међународни турнири | Међународни турнири | Међународни турнири | Међународни турнири | Међународни турнири | Међународни турнири | Међународни турнири | Међународни турнири | Међународни турнири | Међународни турнири | Међународни турнири | Међународни турнири | Међународни турнири | Међународни турнири | Међународни турнири | Међународни турнири | Међународни турнири | Међународни турнири | Међународни турнири | Међународни турнири | Међународни турнири | Међународни турнири | Међународни турнири | Међународни турнири | Међународни турнири | Међународни турнири | Међународни турнири | Међународни турнири | Међународни турнири | Међународни турнири | Међународни турнири | Међународни турнири | Међународни турнири | Међународни турнири | Међународни турнири | Међународни турнири | Међународни турнири | Међународни турнири | Међународни турнири | Међународни турнири | Међународни турнири | Међународни турнири | Међународни турнири | Међународни турнири | Међународни турнири | Међународни турнири | Међународни турнири | Међународни турнири | Међународни турнири | Међународни турнири | Међународни турнири | Међународни турнири | Међународни турнири | Међународни турнири | Међународни турнири | Међународни турнири | Међународни турнири | Међународни турнири | Међународни турнири | Међународни турнири | Међународни турнири | Међународни турнири | Међународни турнири | Међународни турнири | Међународни турнири | Међународни турнири | Међународни турнири | Међународни турнири | Међународни турнири |
| ------------------- | ------------------- | ------------------- | ------------------- | ------------------- | ------------------- | ------------------- | ------------------- | ------------------- | ------------------- | ------------------- | ------------------- | ------------------- | ------------------- | ------------------- | ------------------- | ------------------- | ------------------- | ------------------- | ------------------- | ------------------- | ------------------- | ------------------- | ------------------- | ------------------- | ------------------- | ------------------- | ------------------- | ------------------- | ------------------- | ------------------- | ------------------- | ------------------- | ------------------- | ------------------- | ------------------- | ------------------- | ------------------- | ------------------- | ------------------- | ------------------- | ------------------- | ------------------- | ------------------- | ------------------- | ------------------- | ------------------- | ------------------- | ------------------- | ------------------- | ------------------- | ------------------- | ------------------- | ------------------- | ------------------- | ------------------- | ------------------- | ------------------- | ------------------- | ------------------- | ------------------- | ------------------- | ------------------- | ------------------- | ------------------- | ------------------- | ------------------- | ------------------- | ------------------- | ------------------- | ------------------- | ------------------- | ------------------- | ------------------- | ------------------- | ------------------- | ------------------- | ------------------- | ------------------- | ------------------- | ------------------- | ------------------- | ------------------- | ------------------- | ------------------- | ------------------- | ------------------- | ------------------- | ------------------- | ------------------- |

| Трофеј Букурешта - Освајач (1): 1947. Трофеј Беча - Освајач (1): 1949. Трофеј Антверпена - Освајач (1): 1951. Трофеј Вијаређа (до 21) - Освајач (1): 1951. - Финалиста (2): 1959, 1972. Трофеј Хамбурга - Освајач (1): 1952. Трофеј Београдског сајма - Освајач (1): 1959. Трофеј Кварнерске ривијере (Ријека) - Освајач (4): 1959, 1965, 1966, 1991. - Финалиста (3): 1964, 1969, 1973. | Куп Мухамеда V (Казабланка) - Освајач (1): 1963. - Финалиста (2): 1965, 1972. Трофеј Београда - Освајач (1): 1964. Пентагонални куп Мексико Сити - Освајач (1): 1970. Пентагонални куп Боготе - Освајач (1): 1971. Трофеј Валенсије - Освајач (1): 1971. Трофеј Мадрида - Финалиста (1): 1973. Трофеј Алжира - Освајач (1): 1975. | Трофеј Колумбина (Уелва) - Освајач (1): 1976. Куп Лунарне Нове године (Хонгконг) - Освајач (1): 1984. - Финалиста (1): 1992. Куп поводом 40 година Партизана - Освајач (1): 1985. Трофеј Базела - Освајач (1): 1985. Трофеј Кана - Освајач (1): 1988. Ухрен куп (Куп сатова) (Базел) - Освајач (1): 1989. Еврофудбал куп (до 21) (Гронинген) - Финалиста (1): 2003. | Алпски куп (Инсбрук) - Освајач (1): 2004. Трофеј Гаетано Ширеа (до 21) (Матера) - Освајач (3): 2004, 2005, 2012. - Финалиста (1): 2013. Куп поводом 110 година Карлсруеа - Освајач (1): 2005. Трофеј Сантијаго Бернабеу (Мадрид) - Финалиста (1): 2007. Куп Плаве звезде (до 21) (Цирих) - Освајач (1): 2007. |

## Новији резултати
| Сезона   | Ранг | Лига             | Позиција | ИГ | Д  | Н  | П  | ГД | ГП | ГР  | Бод     | Куп                |
| -------- | ---- | ---------------- | -------- | -- | -- | -- | -- | -- | -- | --- | ------- | ------------------ |
| 2006/07. | 1    | Суперлига Србије | 2.       | 32 | 23 | 5  | 4  | 55 | 27 | +28 | 74      | Полуфинале         |
| 2007/08. | 1    | Суперлига Србије | 1.       | 33 | 24 | 8  | 1  | 63 | 23 | +40 | 80      | Победник           |
| 2008/09. | 1    | Суперлига Србије | 1.       | 33 | 25 | 5  | 3  | 63 | 15 | +48 | 80      | Победник           |
| 2009/10. | 1    | Суперлига Србије | 1.       | 30 | 24 | 6  | 0  | 63 | 14 | +49 | 78      | Полуфинале         |
| 2010/11. | 1    | Суперлига Србије | 1.       | 30 | 24 | 4  | 2  | 75 | 21 | +54 | 76      | Победник           |
| 2011/12. | 1    | Суперлига Србије | 1.       | 30 | 26 | 2  | 2  | 67 | 12 | +55 | 80      | Полуфинале         |
| 2012/13. | 1    | Суперлига Србије | 1.       | 30 | 23 | 4  | 3  | 71 | 16 | +55 | 73      | Осмина финала      |
| 2013/14. | 1    | Суперлига Србије | 2.       | 30 | 22 | 5  | 3  | 64 | 20 | +44 | 71      | Четвртфинале       |
| 2014/15. | 1    | Суперлига Србије | 1.       | 30 | 21 | 8  | 1  | 67 | 22 | +45 | 71      | Финалиста          |
| 2015/16. | 1    | Суперлига Србије | 2.       | 37 | 20 | 7  | 10 | 72 | 44 | +28 | 40 (67) | Победник           |
| 2016/17. | 1    | Суперлига Србије | 1.       | 33 | 30 | 4  | 3  | 78 | 22 | +56 | 55 (94) | Победник           |
| 2017/18. | 1    | Суперлига Србије | 2.       | 37 | 23 | 8  | 6  | 71 | 33 | +38 | 43 (77) | Победник           |
| 2018/19. | 1    | Суперлига Србије | 3.       | 37 | 20 | 9  | 8  | 58 | 28 | +30 | 42 (54) | Победник           |
| 2019/20. | 1    | Суперлига Србије | 2.       | 30 | 20 | 4  | 6  | 69 | 25 | +44 | 64      | Финалиста          |
| 2020/21. | 1    | Суперлига Србије | 2.       | 38 | 31 | 2  | 5  | 95 | 20 | +75 | 95      | Финалиста          |
| 2021/22. | 1    | Суперлига Србије | 2.       | 37 | 31 | 5  | 1  | 85 | 13 | +72 | 98      | Финалиста          |
| 2022/23. | 1    | Суперлига Србије | 4.       | 37 | 21 | 8  | 8  | 68 | 34 | +34 | 71      | Шеснаестина финала |
| 2023/24. | 1    | Суперлига Србије | 2.       | 37 | 24 | 6  | 7  | 80 | 48 | +32 | 78      | Полуфинале         |
| 2024/25. | 1    | Суперлига Србије | 2.       | 37 | 21 | 10 | 6  | 73 | 40 | +33 | 73      | Четвртфинале       |

## Партизан у европским такмичењима
У историји европских такмичења дугој више од шест деценија Партизан је са успехом наступао од 1955. у Купу европских шампиона, па преко Купа победника купова, Митропа купа, Купу сајамских градова, УЕФА купа или Лиге Европе, Лиге конференције и Лиге шампиона.
Прве утакмице у европским такмичењима Партизан је одиграо 1955. у Купу европских шампиона, утакмицом против Спортинга из Лисабона. Прва утакмица је завршена 3:3, док је у реваншу Партизан победио са 5:2. Највећи успех Партизана у европским такмичењима је финале Купа европских шампиона у сезони 1965/66 против мадридског Реала који су изгубили са 2:1.
Ажурирано 31. августа 2023.
| Такмичење                    | Мечева | Д   | Н  | И   | ГД  | ГП  | ГР  |
| ---------------------------- | ------ | --- | -- | --- | --- | --- | --- |
| Куп шампиона / Лига шампиона | 105    | 41  | 24 | 40  | 161 | 133 | +28 |
| Куп УЕФА / Лига Европе       | 151    | 60  | 34 | 57  | 217 | 207 | +10 |
| Лига конференције            | 29     | 12  | 8  | 9   | 41  | 35  | +6  |
| Куп победника купова         | 12     | 4   | 1  | 7   | 19  | 21  | -2  |
| I Укупно УЕФА такмичења      | 297    | 117 | 67 | 113 | 438 | 396 | +42 |
| Митропа куп                  | 28     | 13  | 9  | 6   | 60  | 34  | +26 |
| Куп сајамских градова        | 8      | 2   | 3  | 3   | 10  | 14  | -4  |
| II Укупно остала такмичења   | 36     | 15  | 12 | 9   | 70  | 48  | +22 |
| Укупно I + II                | 333    | 132 | 79 | 122 | 508 | 444 | +64 |

## Тренутни састав
Од 7. фебруара 2025.
| Бр. |                             | Позиција | Играч                                          |
| --- | --------------------------- | -------- | ---------------------------------------------- |
| 1   | Србија                      | Г        | Александар Јовановић (капитен)                 |
| 3   | Србија                      | О        | Михајло Илић (на позајмици из Болоње)          |
| 4   | Словенија                   | О        | Марио Јурчевић                                 |
| 7   | Србија                      | Н        | Јован Милошевић (на позајмици из Штутгарта)    |
| 9   | Србија                      | Н        | Ђорђе Јовановић (на позајмици из Базела)       |
| 10  | Израел                      | С        | Бибрас Натхо (заменик капитена)                |
| 11  | Црна Гора                   | С        | Милан Вукотић                                  |
| 12  | Србија                      | О        | Златан Шеховић                                 |
| 14  | Босна и Херцеговина         | С        | Стефан Ковач                                   |
| 15  | Демократска Република Конго | С        | Алдо Калулу                                    |
| 17  | Србија                      | О        | Марко Живковић                                 |
| 18  | Босна и Херцеговина         | О        | Нихад Мујакић                                  |
| 19  | Црна Гора                   | С        | Александар Шћекић                              |
| 21  | Северна Македонија          | О        | Бојан Димоски (на позајмици из Акрон Тољатија) |
| 23  | Србија                      | Н        | Немања Николић                                 |
| 24  | Србија                      | О        | Вукашин Ђурђевић                               |
| 25  | Белгија                     | О        | Нејтан де Медина                               |
| 26  | Србија                      | О        | Александар Филиповић                           |

| Бр. |              | Позиција | Играч              |
| --- | ------------ | -------- | ------------------ |
| 27  | Сенегал      | С        | Папе Фурер         |
| 29  | Норвешка     | С        | Гајас Захид        |
| 30  | Црна Гора    | О        | Милан Рогановић    |
| 31  | Србија       | Г        | Милош Крунић       |
| 36  | Србија       | С        | Огњен Угрешић      |
| 39  | Гана         | С        | Ибрахим Зубаиру    |
| 40  | Србија       | О        | Никола Симић       |
| 42  | Србија       | Н        | Душан Јовановић    |
| 43  | Србија       | С        | Немања Трифуновић  |
| 44  | Србија       | С        | Душан Макевић      |
| 45  | Србија       | С        | Матеја Стјепановић |
| 50  | Србија       | О        | Милан Лазаревић    |
| 70  | Србија       | С        | Димитрије Јанковић |
| 77  | Јужна Кореја | С        | Гох Јунг-џун       |
| 78  | Србија       | С        | Михајло Петровић   |
| 85  | Србија       | Г        | Немања Стевановић  |
| 90  | Србија       | С        | Зоран Алиловић     |

### Повучени бројеви
22 – Саша Илић
Након завршетка играчке каријере дугогодишњег капитена тима Партизана, руководство клуба донело је одлуку 2019. године да се број 22 повуче из даље употребе.

## Познати бивши играчи
| - Стјепан Бобек - Мирослав Брозовић - Златко Чајковски - Кирил Симоновски - Бела Палфи - Фрањо Рупник - Првослав Михајловић - Александар Атанацковић - Миодраг Јовановић - Владимир Фирм - Ратко Чолић - Фрањо Шоштарић - Милош Милутиновић - Марко Валок - Бруно Белин - Томислав Калоперовић - Бранко Зебец - Милутин Шошкић - Фахрудин Јусуфи - Јован Миладиновић - Велибор Васовић - Милан Галић - Илија Митић - Звездан Чебинац - Владица Ковачевић - Лазар Радовић - Велимир Сомболац - Љубомир Михајловић - Мустафа Хасанагић - Иван Ћурковић - Јосип Пирмајер - Бранко Рашовић - Радослав Бечејац - Милан Дамјановић - Благоје Пауновић - Боривоје Ђорђевић - Момчило Вукотић - Ненад Бјековић - Решад Куновац - Илија Завишић | - Симо Николић - Иван Голац - Радмило Иванчевић - Бошко Ђорђевић - Ненад Стојковић - Љубомир Радановић - Звонко Живковић - Чава Димитријевић - Драган Манце - Милко Ђуровски - Фахрудин Омеровић - Звонко Варга - Владимир Вермезовић - Адмир Смајић - Горан Стевановић - Небојша Вучићевић - Милош Ђелмаш - Срећко Катанец - Фадиљ Вокри - Бајро Жупић - Предраг Мијатовић - Славиша Јокановић - Предраг Спасић - Драгољуб Брновић - Бранко Брновић - Будимир Вујачић - Вујадин Станојковић - Дарко Миланич - Џони Новак - Предраг Мијатовић - Славиша Јокановић - Саво Милошевић - Алберт Нађ - Драган Ћирић - Зоран Мирковић - Саша Ћурчић - Бранко Брновић - Горан Пандуровић - Ниша Савељић - Дамир Чакар | - Будимир Вујачић - Ђорђе Томић - Ђорђи Христов - Гордан Петрић - Ивица Краљ - Матеја Кежман - Младен Крстајић - Саша Илић - Ивица Илиев - Звонимир Вукић - Игор Дуљај - Владимир Ивић - Данко Лазовић - Тарибо Вест - Андрија Делибашић - Иван Томић - Симон Вукчевић - Милан Смиљанић - Зоран Тошић - Стеван Јоветић - Иван Обрадовић - Вељко Пауновић - Ненад Ђорђевић - Радосав Петровић - Алмами Мореира - Ламине Дијара - Клео - Принц Тејго - Стефан Савић - Адем Љајић - Владимир Стојковић - Немања Томић - Мохамед Камара - Иван Иванов - Милош Јојић - Лазар Марковић - Александар Митровић - Петар Шкулетић - Абубакар Умару - Валери Божинов |

## Тренери
| Име                    | Година    |
| ---------------------- | --------- |
| Фрањо Глазер           | 1945–1946 |
| Иљеш Шпиц              | 1946–1951 |
| Антун Погачник         | 1952–1953 |
| Иљеш Шпиц              | 1953      |
| Милован Ћирић          | 1953–1954 |
| Иљеш Шпиц              | 1954–1955 |
| Александар Томашевић   | 1955–1956 |
| Кирил Симоновски       | 1956–1957 |
| Флоријан Матекало      | 1957      |
| Геза Калочај           | 1957–1958 |
| Илеш Шпиц              | 1958–1960 |
| Стјепан Бобек          | 1960–1963 |
| Кирил Симоновски       | 1963      |
| Марко Валок            | 1963–1964 |
| Флоријан Матекало      | 1964      |
| Александар Атанацковић | 1964      |
| Марко Валок            | 1965      |
| Абдулах Гегић          | 1965–1967 |
| Стеван Вилотић         | 1967      |
| Стјепан Бобек          | 1967–1969 |
| Стеван Вилотић         | 1969      |
| Кирил Симоновски       | 1969–1970 |
| Гојко Зец              | 1970–1971 |
| Велибор Васовић        | 1971–1973 |
| Мирко Дамјановић       | 1973–1974 |
| Томислав Калоперовић   | 1974–1976 |
| Јован Миладиновић      | 1976      |
| Анте Младинић          | 1977–1978 |
| Флоријан Матекало      | 1979      |
| Јован Миладиновић      | 1979      |
| Јосип Дуванчић         | 1979–1980 |
| Томислав Калоперовић   | 1980–1982 |
| Милош Милутиновић      | 1982–1984 |
| Ненад Бјековић         | 1984–1987 |
| Фахрудин Јусуфи        | 1987–1988 |

| Име                   | Година    |
| --------------------- | --------- |
| Момчило Вукотић       | 1988–1989 |
| Иван Голац            | 1989–1990 |
| Ненад Бјековић        | 1990      |
| Милош Милутиновић     | 1990–1991 |
| Ивица Осим            | 1991–1992 |
| Љубиша Тумбаковић     | 1992–1999 |
| Миодраг Јешић         | 1999–2000 |
| Љубиша Тумбаковић     | 2000–2002 |
| Лотар Матеус          | 2002–2003 |
| Владимир Вермезовић   | 2004–2005 |
| Јирген Ребер          | 2005–2006 |
| Миодраг Јешић         | 2006–2007 |
| Мирослав Ђукић        | 2007      |
| Славиша Јокановић     | 2007–2009 |
| Горан Стевановић      | 2009–2010 |
| Александар Станојевић | 2010–2012 |
| Аврам Грант           | 2012      |
| Владимир Вермезовић   | 2012–2013 |
| Вук Рашовић           | 2013      |
| Марко Николић         | 2013–2015 |
| Зоран Милинковић      | 2015      |
| Љубинко Друловић      | 2015      |
| Иван Томић            | 2015–2016 |
| Марко Николић         | 2016–2017 |
| Мирослав Ђукић        | 2017–2018 |
| Зоран Мирковић        | 2018–2019 |
| Саво Милошевић        | 2019—2020 |
| Александар Станојевић | 2020–2022 |
| Илија Столица         | 2022      |
| Гордан Петрић         | 2022—2023 |
| Игор Дуљај            | 2023—2024 |
| Алберт Нађ            | 2024      |
| Александар Станојевић | 2024      |
| Саво Милошевић        | 2024      |
| Срђан Благојевић      | 2025—     |

## Председници клуба
Списак председника клуба.
| Име                | Година    |
| ------------------ | --------- |
| Ратко Вујовић      | 1950      |
| Богдан Вујошевић   | 1952–1956 |
| Ђуро Лончаревић    | 1956–1958 |
| Мартин Дасовић     | 1958–1962 |
| Димитрије Писковић | 1962–1963 |
| Илија Радаковић    | 1963–1965 |
| Владимир Дујић     | 1965–1967 |
| Мићо Ловрић        | 1967–1971 |
| Милосав Прелић     | 1971–1973 |
| Веса Живковић      | 1973–1974 |
| Предраг Глигорић   | 1974–1975 |
| Никола Лекић       | 1975–1979 |

| Име              | Година    |
| ---------------- | --------- |
| Влада Костић     | 1979–1981 |
| Милош Остојић    | 1981–1983 |
| Драган Паповић   | 1983–1987 |
| Здравко Лончар   | 1987–1988 |
| Иван Ћурковић    | 1989–2006 |
| Ненад Поповић    | 2006–2007 |
| Томислав Караџић | 2007–2008 |
| Драган Ђурић     | 2008–2014 |
| Зоран Поповић    | 2014–2015 |
| Иван Ћурковић    | 2015–2016 |
| Милорад Вучелић  | 2016–     |

## Дресови и опрема
| Период    | Произвођач опреме | Главни спонзор |
| --------- | ----------------- | -------------- |
| 1978–1982 | Спорт             | Нико           |
| 1982      | Адидас            | Фиат           |
| 1983–1985 | Адидас            | Рубин          |
| 1986–1987 | Адидас            | Искра Делта    |
| 1988      | Адидас            | Ли Купер       |
| 1989–1990 | Адидас            | Беко           |
| 1990–1992 | Вокадо            | Аива           |
| 1992–1993 | Адмирал           | Нико           |
| 1993–1994 | Адмирал           | ГОМА           |
| 1994–1996 | Асикс             | ГОМА           |
| 1996–1998 | Најки             | ОКИ            |
| 1998–2000 | Најки             | Пежо           |
| 2000      |                   | Пежо           |
| 2000–2003 | Пума              | Пежо           |

| Период    | Произвођач опреме | Главни спонзор                                      |
| --------- | ----------------- | --------------------------------------------------- |
| 2003–2004 | Капа              | Суперфаунд                                          |
| 2004–2006 | Капа              | Имлек                                               |
| 2006      | Капа              | Аустротерм                                          |
| 2006–2009 | Капа              | Фолксваген                                          |
| 2009–2010 | Капа              | МСИ                                                 |
| 2010–2011 | Адидас            | EПС(*)                                              |
| 2011–2012 | Адидас            | Нико                                                |
| 2012–2014 | Адидас            | Лав пиво                                            |
| 2014–2015 | Адидас            | Нико (у првом делу); Телеком Србија (у другом делу) |
| 2015–2016 | Адидас            | мтс                                                 |
| 2016–2023 | Најки             | мтс                                                 |
| 2023      | Пума              | мтс                                                 |
| 2024–     | Пума              | MaxBet                                              |

*Утакмице само у Европи или домаћем купу 

## УЕФА ранг листа клубова и позиција Партизана
| Сезона  | Позиција |
| ------- | -------- |
| 2019/20 | 67.      |
| 2018/19 | 70.      |
| 2017/18 | 79.      |
| 2016/17 | 121.     |
| 2015/16 | 111.     |
| 2014/15 | 127.     |
| 2013/14 | 126.     |
| 2012/11 | 104.     |
| 2011/12 | 115.     |
| 2010/11 | 115.     |
| 2009/10 | 124.     |
| 2008/09 | 93.      |
| 2007/08 | 94.      |
| 2006/07 | 81.      |
| 2005/06 | 80.      |
| 2004/05 | 76.      |

|          | Тренутна сезона (2019/20) |            |        |
| Позиција | Тим                       | Земља      | Поени  |
| 61.      | Борусија Менхенгладбах    | Немачка    | 26.000 |
| 62.      | Јанг Бојс                 | Швајцарска | 25.500 |
| 63.      | БАТЕ Борисов              | Белорусија | 24.000 |
| 64.      | Галатасарај               | Турска     | 23.500 |
| 65.      | Црвена звезда             | Србија     | 22.750 |
| 66.      | Малме                     | Шведска    | 22.000 |
| 67.      | Партизан                  | Србија     | 22.000 |
| 68.      | Сент Етјен                | Француска  | 22.000 |
| 69.      | Рапид Беч                 | Аустрија   | 22.000 |
| 70.      | Лестер Сити               | Енглеска   | 22.000 |
| 71.      | Истанбул Башакшехир       | Турска     | 21.500 |
| 72.      | Карабаг                   | Азербејџан | 21.000 |
| 73.      | ПАОК                      | Грчка      | 21.000 |

Извор са званичне странице УЕФА, последње измене од 1. септембра 2020. у тачно време 23:17 по средњоевропском времену.